# Extraliga (Tschechien) 2011/12
Die Spielzeit 2011/12 war die 19. reguläre Austragung der höchsten tschechischen Eishockey-Liga, der Tipsport Extraliga. Als amtierender Meister ging der HC Oceláři Třinec in die neue Spielzeit, der in der Vorsaison den HC Vítkovice Steel mit 4:1 Siegen in der Best-of-Seven-Serie bezwungen hatte. Da sich der BK Mladá Boleslav in der Relegation 2011 gegen den Meister der 1. Liga, den HC Slovan Ústečtí Lvi, durchgesetzt hatte, gab es keinen Absteiger. Die Meisterschaft der Saison 2011/12 gewann der HC ČSOB Pojišťovna Pardubice.

## Modus
In 52 Spielen spielen alle Teams jeweils viermal gegeneinander, jedes Team hat in der gesamten Saison 26 Heim- und 26 Auswärtsspiele. Die Mannschaften auf den Plätzen 1 bis 6 qualifizieren sich direkt für die Play-offs, die im Best-Of-Seven-Modus ausgetragen werden. Die Mannschaften auf den Plätzen 7 bis 10 spielen die beiden weiteren Playoff-Plätze im Best-Of-Five untereinander aus. Die restlichen vier Mannschaften spielen eine Abstiegsrunde (Play-out), deren Letzter an der Liga-Relegation gegen den Meister der 1. Liga teilnehmen muss, die wie die Playoffs im Modus Best-of-Seven ausgespielt wird.

## Teilnehmer
| Klub                           | Stadion                    | Cheftrainer             | Kapitän          | Kapazität |
| ------------------------------ | -------------------------- | ----------------------- | ---------------- | --------- |
| HC Slavia Prag                 | O2 Arena                   | Vladimír Růžička senior | Petr Kadlec      | 17.500    |
| HC Sparta Prag                 | Tipsport Arena             | Josef Jandač            | Michal Broš      | 12.950    |
| HC ČSOB Pojišťovna Pardubice   | ČEZ Aréna                  | Pavel Hynek             | Petr Koukal      | 10.194    |
| HC Vítkovice Steel             | ČEZ Aréna                  | Mojmír Trličík          | Jiří Burger      | 9.568     |
| Rytíři Kladno                  | Městský zimní stadion      | Zdeněk Vojta            | Pavel Patera     | 8.600     |
| HC Plzeň 1929                  | ČEZ Aréna                  | Marian Jelínek          | Martin Straka    | 8.470     |
| Bílí Tygři Liberec             | Tipsport Arena             | Jiří Kalous             | Petr Nedvěd      | 7.500     |
| HC Kometa Brno                 | Kajot Arena                | Zdeněk Venera           | Radim Bičánek    | 7.200     |
| PSG Zlín                       | Zimní stadion Luďka Čajky  | Rostislav Vlach         | Petr Čajánek     | 7.000     |
| HC Verva Litvínov              | Zimní stadion Ivana Hlinky | Vladimír Jeřábek        | Martin Ručínský  | 7.000     |
| HC Mountfield České Budějovice | Budvar Aréna               | František Výborný       | František Ptáček | 6.421     |
| HC Energie Karlovy Vary        | KV Arena                   | Vladimír Kýhos          | Václav Skuhravý  | 6.024     |
| HC Oceláři Třinec              | Werk Arena                 | Jan Tlačil              | Radek Bonk       | 5.200     |
| BK Mladá Boleslav              | ŠKO-Energo Aréna           | Petr Novák              | David Výborný    | 4.100     |

## Hauptrunde
Während der Hauptrunde, die vom HC Sparta Prag gewonnen wurde, wurden einige Trainer ausgetauscht. Mitte Oktober 2001 entließ der BK Mladá Boleslav Vladimir Jerabek, dessen Posten kommissarisch Sportdirektor Milan Hnilička übernahm. Erst Ende November wurde mit Petr Novák ein neuer Trainer beim BK vorgestellt. Am 30. November wurde der Cheftrainer des HC Verva Litvínov, Vladimír Kýhos, durch Jiří Kučera ersetzt. Einen Monat später fand Kýhos einen neuen Job, als er als neuer Trainer des HC Energie Karlovy Vary vorgestellt wurde und dort Vaclav Baďouček ersetzte.
Der HC Oceláři Třinec entließ Mitte Januar 2012 Pavel Marek und verpflichtete Jan Tlačil als neuen Trainer. Anfang Februar des gleichen Jahres fand auch Vladimir Jerabek einen neuen Posten, als er das Traineramt beim HC Verva Litvínov von Jiří Kučera übernahm.
Schon vor Ende der Hauptrunde stand fest, dass der HC Sparta Prag aufgrund des großen Punktevorsprungs den Präsidenten-Pokal gewinnt, die Trophäe der regulären Saison der Extraliga.

### Tabelle
| Platz. | Team                           | Spiele | S3 | S1 | N1 | N  | Torv.   | Punkte |
| ------ | ------------------------------ | ------ | -- | -- | -- | -- | ------- | ------ |
| 1.     | HC Sparta Prag                 | 52     | 27 | 8  | 10 | 7  | 163:109 | 107    |
| 2.     | HC Plzeň 1929                  | 52     | 26 | 7  | 7  | 12 | 181:146 | 99     |
| 3.     | HC ČSOB Poj. Pardubice         | 52     | 23 | 5  | 7  | 17 | 175:136 | 86     |
| 4.     | Bílí Tygři Liberec             | 52     | 19 | 11 | 5  | 17 | 145:140 | 84     |
| 5.     | HC Mountfield České Budějovice | 52     | 23 | 5  | 4  | 20 | 129:127 | 83     |
| 6.     | HC Vítkovice Steel             | 52     | 20 | 7  | 3  | 22 | 143:150 | 77     |
| 7.     | PSG Zlín                       | 52     | 18 | 6  | 10 | 18 | 107:125 | 76     |
| 8.     | HC Kometa Brno                 | 52     | 19 | 6  | 6  | 21 | 142:137 | 75     |
| 9.     | Rytíři Kladno                  | 52     | 19 | 5  | 7  | 21 | 129:140 | 74     |
| 10.    | HC Oceláři Třinec              | 52     | 19 | 4  | 8  | 21 | 146:143 | 73     |
| 11.    | HC Energie Karlovy Vary        | 52     | 17 | 5  | 6  | 24 | 137:154 | 67     |
| 12.    | HC Slavia Prag                 | 52     | 15 | 7  | 7  | 23 | 140:158 | 66     |
| 13.    | HC Verva Litvínov              | 52     | 14 | 9  | 4  | 25 | 138:171 | 64     |
| 14.    | BK Mladá Boleslav              | 52     | 16 | 4  | 5  | 27 | 120:159 | 61     |

### Beste Scorer
| Name          | Team               | Sp | T  | A  | Pkt |
| ------------- | ------------------ | -- | -- | -- | --- |
| Petr Nedvěd   | Bílí Tygři Liberec | 49 | 24 | 37 | 61  |
| Radek Duda    | HC Plzeň 1929      | 52 | 24 | 35 | 59  |
| Petr Ton      | HC Sparta Prag     | 52 | 25 | 33 | 58  |
| Jiří Burger   | HC Vítkovice Steel | 51 | 23 | 33 | 56  |
| Jan Kolář     | HC Pardubice       | 52 | 26 | 25 | 51  |
| Jan Kovář     | HC Plzeň 1929      | 52 | 18 | 33 | 51  |
| Petr Koukal   | HC Pardubice       | 51 | 18 | 33 | 51  |
| Petr Tenkrát  | HC Sparta Prag     | 52 | 23 | 25 | 48  |
| Viktor Hübl   | HC Verva Litvínov  | 49 | 21 | 27 | 48  |
| Martin Straka | HC Plzeň 1929      | 51 | 17 | 30 | 47  |

(Legende zur Spielerstatistik: Sp oder GP = absolvierte Spiele; T oder G = erzielte Tore; V oder A = erzielte Assists; Pkt oder Pts = erzielte Scorerpunkte; SM oder PIM = erhaltene Strafminuten; +/− = Plus/Minus-Bilanz; PP = erzielte Überzahltore; SH = erzielte Unterzahltore; GW = erzielte Siegtore; 1 Play-downs/Relegation; Kursiv: Statistik nicht vollständig)

## Playoffs

### Pre-Playoffs

#### HC Kometa Brno - Rytíři Kladno
| 29. Februar 2012 18:10 Uhr | HC Kometa Brno 2:55 Tomáš Malec 16:07 Jan Švrček 17:35 Roman Erat 46:38 Jozef Kováčik 47:42 Miroslav Holec | 5:2 (3:0, 0:1, 2:1) Spielbericht | Rytíři Kladno 38:37 J. Kalla 40:46 J. Kalla | Kajot Arena, Brno Zuschauer: 7.200 |

| 1. März 2012 18:10 Uhr | HC Kometa Brno L. Čermák (6:11) T. Svoboda (18:04) R. Petrovický (33:52) R. Erat (41:22) L. Čermák (59:50) | 5:3 (2:1, 1:1, 2:1) Spielbericht | Rytíři Kladno J. Kuchler (4:26) J. Eberle (25:07) M. Hovorka (57:44) | Kajot Arena, Brno Zuschauer: 7.200 |

| 3. März 2012 17:30 Uhr | Rytíři Kladno P. Patera (20:44) J. Drtina (28:44) J. Bicek (31:51) | 3:4 n. P. (0:0, 3:1, 0:2, 0:0, 0:1) Spielbericht | HC Kometa Brno J. Svoboda (30:51) R. Dlouhý (51:06) R. Erat (57:23) V. Němec (65:00) | Městský zimní stadion, Kladno Zuschauer: 5.958 |

#### PSG Zlín - HC Ocelári Trinec
| 29. Februar 2012 17:30 Uhr | PSG Zlín 49:27 P. Leška 54:48 P. Holík 59:36 P. Čajánek | 3:0 (0:0, 0:0, 3:0) Spielbericht | HC Oceláři Třinec | Zimní stadion Luďka Čajky, Zlín Zuschauer: 4.552 |

| 1. März 2012 17:30 Uhr | PSG Zlín 03:45 O. Veselý 23:01 O. Veselý 58:07 T. Linhart | 3:4 n. P. (1:3, 1:0, 1:0, 0:0, 0:1) Spielbericht | HC Oceláři Třinec 05:09 J. Orsava 17:53 E. Hrna 19:57 M. Adamský 65:00 M. Hořava | Zimní stadion Luďka Čajky, Zlín Zuschauer: 4.642 |

| 3. März 2012 17:00 Uhr | HC Oceláři Třinec 18:35 M. Horava 24:27 M. Horava 28:05 L. Zíb 36:01 Jan Peterek 48:11 Tomáš Kurka 58:37 L. Zíb | 6:2 (1:0, 3:1, 2:1) Spielbericht | PSG Zlín 27:02 M. Melenovský 59:36 Petr Čajánek | Werk Arena, Třinec Zuschauer: 4.154 |

| 4. März 2012 18:10 Uhr | HC Oceláři Třinec 15:10 Andrej Novotný | 1:2 n. P. (1:0, 0:1, 0:0, 0:0, 0:1) Spielbericht | PSG Zlín 34:38 B. Köhler 65:00 B. Köhler | Werk Arena, Třinec Zuschauer: 3.735 |

| 6. März 2012 17:40 Uhr | PSG Zlín 09:42 O. Veselý 21:32 M. Melenovský 34:01 M. Melenovský 41:07 O. Veselý | 4:2 (1:0, 2:1, 1:1) Spielbericht | HC Oceláři Třinec 36:15 J. Orsava 57:57 Z. Hampl | Zimní stadion Luďka Čajky, Zlín Zuschauer: 6.322 |

### Turnierplan
Die Playoffs werden durchgängig im Modus Best-of-Seven gespielt.
|  | Viertelfinale          | Viertelfinale      |                        |                | Halbfinale        | Halbfinale |  |  | Finale | Finale |
|  |                        |                    |                        |                |                   |            |  |  |        |        |
|  |                        |                    |                        |                |                   |            |  |  |        |        |
|  | HC ČSOB Poj. Pardubice | 4                  |                        |                |                   |            |  |  |        |        |
|  | HC ČSOB Poj. Pardubice | 4                  |                        |                |                   |            |  |  |        |        |
|  | HC Vítkovice Steel     | 3                  |                        |                |                   |            |  |  |        |        |
|  | HC Vítkovice Steel     | 3                  | HC ČSOB Poj. Pardubice | 4              |                   |            |  |  |        |        |
|  |                        |                    | HC ČSOB Poj. Pardubice | 4              |                   |            |  |  |        |        |
|  |                        | Bílí Tygři Liberec | 2                      |                |                   |            |  |  |        |        |
|  | Bílí Tygři Liberec     | Bílí Tygři Liberec | 2                      | 4              |                   |            |  |  |        |        |
|  | Bílí Tygři Liberec     |                    |                        | 4              |                   |            |  |  |        |        |
|  | HC Mountfield          | 1                  |                        |                |                   |            |  |  |        |        |
|  |                        |                    | HC ČSOB Poj. Pardubice | 4              |                   |            |  |  |        |        |
|  |                        |                    |                        | HC Kometa Brno | 2                 |            |  |  |        |        |
|  | HC Plzeň 1929          | 4                  |                        |                |                   |            |  |  |        |        |
|  | PSG Zlín               | 3                  |                        |                |                   |            |  |  |        |        |
|  | PSG Zlín               | 3                  | HC Plzeň 1929          | 1              |                   |            |  |  |        |        |
|  |                        |                    | HC Plzeň 1929          | 1              | Spiel um Platz 3  |            |  |  |        |        |
|  |                        | HC Kometa Brno     | 4                      |                |                   |            |  |  |        |        |
|  | HC Sparta Prag         | HC Kometa Brno     | 4                      | 2              | nicht ausgespielt |            |  |  |        |        |
|  | HC Sparta Prag         |                    |                        | 2              | nicht ausgespielt |            |  |  |        |        |
|  | HC Kometa Brno         | 4                  |                        |                |                   |            |  |  |        |        |
|  | HC Kometa Brno         | 4                  |                        |                |                   |            |  |  |        |        |
|  |                        |                    |                        |                |                   |            |  |  |        |        |

### Viertelfinale

#### Bílí Tygři Liberec - HC Mountfield
| 8. März 2012 18:30 Uhr | Bílí Tygři Liberec 5:43 M. Bulíř 8:59 P. Nedvěd 22:28 M. Bulíř 31:51 M. Bulíř | 4:3 (2:1, 2:0, 0:2) Spielbericht | HC Mountfield 2:27 P. Mikuš 41:33 A. Kotalík 44:07 R. Němeček | Tipsport Arena, Liberec Zuschauer: 7.500 (ausverkauft) |

| 9. März 2012 18:10 Uhr | Bílí Tygři Liberec 16:11 L. Vantuch 39:00 Marek Troncinský 43:50 L. Vantuch 49:35 Tomáš Urban | 4:6 (1:0, 1:1, 2:5) Spielbericht | HC Mountfield 36:48 Jirí Šimánek 44:25 Martin Podlešák 45:07 P. Kašpařík 48:02 Jakub Langhammer 52:52 Rudolf Cerveny 57:55 Jirí Šimánek | Tipsport Arena, Liberec Zuschauer: 7.254 |

| 12. März 2012 18:10 Uhr | HC Mountfield | 0:1 (0:0, 0:1, 0:0) Spielbericht | Bílí Tygři Liberec 34:08 L. Vantuch | Budvar Aréna, České Budějovice Zuschauer: 5.358 |

| 13. März 2012 17:30 Uhr | HC Mountfield 42:48 P. Kašpařík | 1:3 (0:0, 0:1, 1:2) Spielbericht | Bílí Tygři Liberec 35:29 P. Nedvěd 40:21 T. Urban 58:37 P. Nedvěd | Budvar Aréna, České Budějovice Zuschauer: 5.373 |

| 16. März 2012 18:10 Uhr | Bílí Tygři Liberec 2:46 P. Nedvěd 28:21 D. Špaček 53:52 P. Nedvěd | 3:1 (1:0, 1:1, 1:0) Spielbericht | HC Mountfield 25:25 F. Ptáček | Tipsport Arena, Liberec Zuschauer: 7.500 (ausverkauft) |

#### HC ČSOB Pojišťovna Pardubice - HC Vítkovice Steel
| 8. März 2012 18:10 Uhr | HC Pardubice 31:31 Jaroslav Markovič 33:50 C. Borer 36:04 Tomáš Zohorna 41:44 Lukáš Radil 48:33 Jaroslav Markovič | 5:2 (0:1, 3:0, 2:1) Spielbericht | HC Vítkovice Steel 5:23 T. Kudělka 47:34 J. Kána | ČEZ Aréna, Pardubice Zuschauer: 9.127 |

| 9. März 2012 18:00 Uhr | HC Pardubice 15:18 P. Koukal 29:26 Tomáš Zohorna | 2:3 n. P. (1:0, 1:2, 0:0, 0:0, 0:1) Spielbericht | HC Vítkovice Steel 22:04 V. Ujcík 39:19 J. Kána 70:00 V. Ujcík | ČEZ Aréna, Pardubice Zuschauer: 9.848 |

| 12. März 2012 17:30 Uhr | HC Vítkovice Steel 14:16 V. Ujcík 59:50 J. Štefanka 70:00 J. Burger | 3:2 n. P. (1:0, 0:1, 1:1, 0:0, 1:0) Spielbericht | HC Pardubice 20:27 P. Koukal 42:07 J. Starý | ČEZ Aréna, Ostrava Zuschauer: 9.035 |

| 13. März 2012 17:40 Uhr | HC Vítkovice Steel 30:43 Petr Pohl 38:41 Lukáš Klimek | 2:3 (0:2, 2:1, 0:0) Spielbericht | HC Pardubice 0:28 J. Starý 8:34 J. Starý 39:06 Václav Kocí | ČEZ Aréna, Ostrava Zuschauer: 8.570 |

| 16. März 2012 18:00 Uhr | HC Pardubice 10:47 M. Bartek 31:26 C. Elkins 36:06 J. Kolář 40:43 J. Starý 52:51 M. Bartek 54:18 M. Bartek | 6:0 (1:0, 2:0, 3:0) Spielbericht | HC Vítkovice Steel | ČEZ Aréna, Pardubice Zuschauer: 9.754 |

| 18. März 2012 18:10 Uhr | HC Vítkovice Steel 7:22 V. Ujcík 22:56 V. Ujcík 23:24 Lukáš Klimek 32:28 Petr Pohl 39:02 Petr Puncochár 44:39 V. Ujcík | 6:1 (1:0, 4:1, 1:0) Spielbericht | HC Pardubice 23:15 J. Kolář | ČEZ Aréna, Ostrava Zuschauer: 7.103 |

| 20. März 2012 18:10 Uhr | HC Pardubice | 5:4 n. V. (1:2, 1:1, 2:1, 1:0) Spielbericht | HC Vítkovice Steel | ČEZ Aréna, Pardubice Zuschauer: 9.727 |

#### HC Sparta Prag - HC Kometa Brno
| 10. März 2012 | HC Sparta Prag 21:57 M. Bližňák 23:01 Ivan Rachunek 42:56 Angel Krstev | 3:4 (0:1, 2:2, 1:1) Spielbericht | HC Kometa Brno 2:33 L. Čermák 36:31 Tomáš Divíšek 38:33 Roman Erat 58:53 Jakub Svoboda | Tipsport Arena, Prag Zuschauer: 10.585 |

| 11. März 2012 | HC Sparta Prag 6:47 D. Pacovský 27:28 M. Bližňák 70:00 P. Ton | 3:2 n. P. (1:1, 1:1, 0:0, 0:0, 1:0) Spielbericht | HC Kometa Brno 2:48 Jozef Kovácik 30:12 T. Svoboda | Tipsport Arena, Prag Zuschauer: 10.781 |

| 14. März 2012 | HC Kometa Brno 12:10 T. Svoboda 47:30 Uhr Roman Erat | 2:5 (1:0, 0:3, 1:2) Spielbericht | HC Sparta Prag 24:56 Alex Foster 32:02 P. Ton 34:34 Michal Sersen 41:30 M. Bližňák 56:16 P. Tenkrát | Kajot Arena, Brünn Zuschauer: 7.200 |

| 15. März 2012 18:10 Uhr | HC Kometa Brno 02:34 Hynek Zohorna 25:06 Radek Dlouhý 59:42 Milan Hruška | 3:1 (1:0, 1:0, 1:1) Spielbericht | HC Sparta Prag 51:43 Peter Jánský | Kajot Arena, Brünn Zuschauer: 7.200 |

| 17. März 2012 18:10 Uhr | HC Sparta Prag 7:14 Sacha Treille | 1:3 (1:0, 0:2, 0:1) Spielbericht | HC Kometa Brno 22:00 R. Petrovický 39:09 Radek Dlouhý 58:13 L. Čermák | Tipsport Arena, Prag Zuschauer: 11.751 |

| 19. März 2012 18:10 Uhr | HC Kometa Brno 15:25 J. Svoboda 16:37 J. Svoboda 38:08 Tomáš Divíšek 43:40 R. Petrovický | 4:1 (2:1, 1:1, 1:0) Spielbericht Stand: 4:2 | HC Sparta Prag 20:50 P. Tenkrát | Kajot Arena, Brünn Zuschauer: 7.200 |

#### HC Plzeň 1929 - PSG Zlín
| 10. März 2012 17:30 Uhr | HC Plzeň 1929 16:00 O. Kratěna 50:39 O. Kratěna 59:40 R. Duda | 3:2 (1:0, 0:1, 2:1) Spielbericht | PSG Zlín 30:30 M. Důras 51:14 P. Holík | ČEZ Aréna, Plzeň Zuschauer: 8.213 |

| 11. März 2012 18:10 Uhr | HC Plzeň 1929 7:10 O. Havlíček 28:14 V. Pletka 50:48 T. Pitule 53:09 N. Johnson 59:51 V. Pletka | 5:1 (1:0, 1:1, 3:0) Spielbericht | PSG Zlín 37:56 A. Honejsek | ČEZ Aréna, Plzeň Zuschauer: 7.056 |

| 14. März 2012 17:40 Uhr | PSG Zlín 25:35 O. Veselý | 1:0 (0:0, 1:0, 0:0) Spielbericht | HC Plzeň 1929 | Zimní stadion Luďka Čajky, Zlín Zuschauer: 6117 |

| 15. März 2012 17:30 Uhr | PSG Zlín 6:45 P. Holík 08:18 B. Köhler 27:42 P. Čajánek 29:22 P. Čajánek 69:41 P. Leška | 5:4 n. V. (2:0, 2:3, 0:1, 1:0) Spielbericht | HC Plzeň 1929 21:34 V. Pletka 34:10 T. Vlasák 37:27 M. Straka 55:20 J. Vykoukal | Zimní stadion Luďka Čajky, Zlín Zuschauer: 6.378 |

| 17. März 2012 17:30 Uhr | HC Plzeň 1929 3:54 V. Pletka 46:47 N. Johnson 70:00 V. Pletka | 3:2 n. P. (1:1, 0:0, 1:1, 0:0) Spielbericht | PSG Zlín 6:06 P. Čajánek 58:37 P. Čajánek | ČEZ Aréna, Plzeň Zuschauer: 7.049 |

| 19. März 2012 18:10 Uhr | PSG Zlín 19:05 M. Melenovský 25:33 O. Veselý 31:32 O. Veselý 52:46 M. Důras | 4:2 (1:0, 2:0, 1:2) Spielbericht | HC Plzeň 1929 53:17 J. Stránský 59:59 J. Kovář | Zimní stadion Luďka Čajky, Zlín Zuschauer: 6.732 |

| 21. März 2012 18:10 Uhr | HC Plzeň 1929 25:05 R. Duda 37:11 J. Hanzlík 57:56 N. Johnson 59:41 R. Duda | 4:2 (0:1, 2:1, 2:0) Spielbericht | PSG Zlín 16:51 M. Důras 33:28 L. Galvas | ČEZ Aréna, Plzeň Zuschauer: 8.236 |

### Halbfinale

#### HC Plzeň 1929 - HC Kometa Brno
| 26. März 2012 19:10 Uhr | HC Plzeň 1929 1:16 N. Johnson 2:36 Dan Ružicka 30:49 N. Johnson | 3:4 (2:0, 1:2, 0:2) Spielbericht | HC Kometa Brno 22:23 Jaroslav Svoboda 33:05 Jozef Kovácik 49:30 Tomáš Divíšek 54:14 Jakub Svoboda | ČEZ Aréna, Plzeň Zuschauer: 7.705 |

| 27. März 2012 17:40 Uhr | HC Plzeň 1929 | 0:1 (0:0, 0:0, 0:1) Spielbericht | HC Kometa Brno 45:44 Róbert Petrovický | ČEZ Aréna, Plzeň Zuschauer: 7831 |

| 30. März 2012 18:10 Uhr | HC Kometa Brno 37:22 Jakub Svoboda | 1:0 (0:0, 1:0, 0:0) Spielbericht | HC Plzeň 1929 | Kajot Arena, Brünn Zuschauer: 7.200 (ausverkauft) |

| 31. März 2012 18:10 Uhr | HC Kometa Brno 6:05 Roman Erat 25:46 Tomáš Svoboda | 2:3 (1:2, 1:1, 0:0) Spielbericht | HC Plzeň 1929 2:35 P. Vostrák 16:08 Jan Kovár 21:49 P. Vostrák | Kajot Arena, Brünn Zuschauer: 7.200 (ausverkauft) |

| 2. April 2012 19:10 Uhr | HC Plzeň 1929 13:58 M. Straka 40:19 Jirí Hanzlík | 2:7 (1:3, 0:1, 1:3) Spielbericht Stand: 1:4 | HC Kometa Brno 1:05 T. Divíšek 3:09 Tomáš Svoboda 4:04 J. Balej 38:24 Jozef Kovácik 44:16 T. Svoboda 49:10 Radek Dlouhý 52:17 T. Divíšek | ČEZ Aréna, Plzeň Zuschauer: 8236 |

Mit 4:1 Siegen über den HC Plzeň 1929 qualifizierte sich der HC Kometa Brno für das Finale.

#### HC ČSOB Pojišťovna Pardubice - Bílí Tygři Liberec
Im Playoff-Halbfinale traf der Hauptrunden-Dritte HC ČSOB Pojišťovna Pardubice auf die viertplatzierten Bílí Tygři Liberec.
| 24. März 2012 18:10 Uhr | HC ČSOB Pojišťovna Pardubice 6:23 J. Kolář 35:38 Daniel Rákos 40:46 Tomáš Zohorna | 3:5 (1:3, 1:1, 1:1) Spielbericht | Bílí Tygři Liberec 8:25 J. Kudrna 17:37 J. Kudrna 19:57 P. Nedvěd 39:27 Lukáš Vantuch 51:04 J. Kudrna | ČEZ Aréna, Pardubice Zuschauer: 9.487 |

| 25. März 2012 18:10 Uhr | HC ČSOB Pojišťovna Pardubice 13:53 Václav Kocí 29:42 Radovan Somík 37:33 Lukáš Radil 56:38 Tomáš Zohorna | 4:2 (1:1, 2:1, 1:0) Spielbericht | Bílí Tygři Liberec 2:23 M. Bartovič 39:03 M. Bartovič | ČEZ Aréna, Pardubice Zuschauer: 9.727 |

| 28. März 2012 17:40 Uhr | Bílí Tygři Liberec 13:48 J. Kudrna 16:57 J. Kudrna | 2:1 (2:0, 0:1, 0:0) Spielbericht | HC ČSOB Pojišťovna Pardubice 20:54 Jirí Cetkovský | Tipsport Arena, Liberec Zuschauer: 7.500 |

| 29. März 2012 18:10 Uhr | Bílí Tygři Liberec 59:16 Michal Bárta | 1:3 (0:1, 0:2, 1:0) Spielbericht | HC ČSOB Pojišťovna Pardubice 6:55 Jan Buchtele 23:22 Václav Kocí 31:09 Lukáš Radil | Tipsport Arena, Liberec Zuschauer: 7.500 |

| 1. April 2012 18:10 Uhr | HC ČSOB Pojišťovna Pardubice 11:28 P. Koukal 17:07 Radovan Somík 17:30 P. Koukal 18:08 Lukáš Radil 22:19 Daniel Rákos 37:25 Aleš Píša 54:27 L. Radil 56:05 Jan Semorád | 8:1 (4:0, 2:1, 2:0) Spielbericht | Bílí Tygři Liberec 29:29 Jan Víšek | ČEZ Aréna, Pardubice Zuschauer: 10050 |

| 3. April 2012 18:10 Uhr | Bílí Tygři Liberec 51:11 Lukáš Krejcík 57:44 Martin Cakajík | 2:4 (0:1, 0:2, 2:1) Spielbericht Stand: 2:4 | HC ČSOB Pojišťovna Pardubice 3:20 Jan Starý 27:46 Jan Semorád 39:29 Vladimír Sicák 58:35 Martin Bartek | Tipsport Arena, Liberec Zuschauer: 7363 |

Der HC ČSOB Pojišťovna Pardubice setzte sich mit 4:2 Siegen gegen die Weißen Tiger aus Liberec durch und zog damit in das Playoff-Finale ein.

### Finale
Die Finalserie zwischen dem HC ČSOB Pojišťovna Pardubice, der in der Hauptrunde den dritten Platz belegt hatte, und dem achtplatzierten HC Kometa Brno fand zwischen dem 9. und 19. April statt.

#### HC ČSOB Pojišťovna Pardubice - HC Kometa Brno
| 9. April 2012 18:10 Uhr | HC ČSOB Pojišťovna Pardubice 2:53 Lukáš Radil 41:43 Daniel Rákos 44:19 Aleš Píša 54:58 Jan Buchtele 70:00 Petr Koukal | 5:4 n. P. (1:0, 0:1, 3:3, 0:0, 1:0) Spielbericht | HC Kometa Brno 26:55 Leoš Čermák 43:30 Radek Dlouhý 46:56 Roman Erat 56:01 Tomáš Žižka | ČEZ Aréna, Pardubice Zuschauer: 10.050 (ausverkauft) |

| 10. April 2012 18:10 Uhr | HC ČSOB Pojišťovna Pardubice 35:10 Daniel Rákos 41:37 Lukáš Radil 53:00 Aleš Píša 54:30 Jirí Cetkovský 54:54 Jan Starý | 5:6 (0:2, 1:1, 4:3) Spielbericht | HC Kometa Brno 1:46 Roman Erat 12:49 Jaroslav Svoboda 30:53 Radim Bicánek 43:29 Tomáš Svoboda 44:29 Tomáš Divíšek 51:33 Tomáš Svoboda | ČEZ Aréna, Pardubice Zuschauer: 10.050 (ausverkauft) |

| 13. April 2012 18:10 Uhr | HC Kometa Brno 46:10 Jakub Svoboda 49:27 Hynek Zohorna | 2:1 (0:0, 0:1, 2:0) Spielbericht | HC ČSOB Pojišťovna Pardubice 29:00 Radovan Somík | Kajot Arena, Brünn Zuschauer: 7.200 (ausverkauft) |

| 14. April 2012 18:10 Uhr | HC Kometa Brno 45:20 Jozef Balej | 1:2 n. P. (0:0, 0:0, 1:1, 0:0, 0:1) Spielbericht | HC ČSOB Pojišťovna Pardubice 54:34 Martin Bartek 70:00 Jan Kolář | Kajot Arena, Brünn Zuschauer: 7.200 (ausverkauft) |

| 17. April 2012 18:10 Uhr | HC ČSOB Pojišťovna Pardubice 5:46 Jirí Cetkovský 17:36 Lukáš Nahodil 18:26 Radovan Somík 22:23 Aleš Píša 46:18 Jirí Cetkovský 58:46 Martin Bartek | 6:4 (3:0, 1:3, 2:1) Spielbericht | HC Kometa Brno 22:38 Jakub Svoboda 35:03 Jozef Balej 35:58 Jiří Vašíček 58:19 Radek Dlouhý | ČEZ Aréna, Pardubice Zuschauer: 10.050 (ausverkauft) |

| 19. April 2012 18:10 Uhr | HC Kometa Brno 19:14 Jiří Vašíček | 1:5 (1:1, 0:3, 0:1) Spielbericht Stand: 2:4 | HC ČSOB Pojišťovna Pardubice 6:07 Jan Starý 22:54 Václav Benák 29:32 Petr Koukal 34:27 Tomáš Zohorna 48:48 Jan Kolář | Kajot Arena, Brünn Zuschauer: 7.200 (ausverkauft) |

Nach sechs Finalspielen sicherte sich der HC ČSOB Pojišťovna Pardubice mit 4:2 Siegen über Kometa Brno den sechsten Titel der Vereinsgeschichte.

### Kader des Tschechischen Meisters
| Tschechischer Meister 2017 HC ČSOB Pojišťovna Pardubice | Torhüter: Martin Růžička, Dušan Salfický Abwehrspieler: Václav Benák, Casey Borer, Marek Drtina, David Havíř, Jan Klobouček, Václav Kočí, Jan Kolář, Aleš Píša, Vladimír Sičák Angriffsspieler: Martin Bartek, Jan Buchtele, Jiří Cetkovský, Corey Elkins, Jan Kolář, Petr Koukal, Robert Kousal, Jaroslav Markovič, Lukáš Nahodil, Tomáš Nosek, Lukáš Radil, Daniel Rákos, Jan Semorád, Radovan Somík, Jan Starý, Martin Šagát, Tomáš Zohorna Trainerstab: Pavel Hynek, Ladislav Lubina |

### Beste Scorer
| Name          | Team                   | Sp | T | A  | Pkt |
| ------------- | ---------------------- | -- | - | -- | --- |
| Tomáš Divíšek | HC Kometa Brno         | 20 | 6 | 20 | 26  |
| Martin Bartek | HC ČSOB Poj. Pardubice | 19 | 8 | 14 | 22  |
| Jakub Svoboda | HC Kometa Brno         | 20 | 7 | 8  | 15  |
| Leoš Čermák   | HC Kometa Brno         | 20 | 5 | 10 | 15  |
| Tomáš Svoboda | HC Kometa Brno         | 17 | 8 | 5  | 13  |
| Jan Starý     | HC ČSOB Poj. Pardubice | 19 | 7 | 6  | 13  |
| Petr Nedvěd   | Bílí Tygři Liberec     | 11 | 6 | 7  | 13  |
| Radovan Somík | HC ČSOB Poj. Pardubice | 19 | 6 | 7  | 13  |
| Tomáš Zohorna | HC ČSOB Poj. Pardubice | 19 | 5 | 8  | 13  |
| Jan Kolář     | HC ČSOB Poj. Pardubice | 19 | 4 | 9  | 13  |
| Martin Straka | HC Plzeň 1929          | 12 | 2 | 11 | 13  |

## Liga-Relegation

### Abstiegsrunde
| Platz. | Team                    | Spiele | S3 | S1 | N1 | N  | Torv.   | Punkte |
| ------ | ----------------------- | ------ | -- | -- | -- | -- | ------- | ------ |
| 1.     | HC Energie Karlovy Vary | 64     | 23 | 5  | 7  | 29 | 179:193 | 86     |
| 2.     | HC Slavia Prag          | 64     | 21 | 7  | 8  | 28 | 170:185 | 85     |
| 3.     | HC Verva Litvínov       | 64     | 19 | 11 | 4  | 30 | 170:206 | 83     |
| 4.     | BK Mladá Boleslav       | 64     | 20 | 5  | 6  | 33 | 154:196 | 76     |

### Relegation
In der Relegation zwischen Extraliga und 1. Liga trafen der BK Mladá Boleslav und der Meister der 1. Liga, der Piráti Chomutov in einer Best-of-Seven-Serie aufeinander. Dabei gewann Piráti Chomutov mit 4:3 und stieg damit in die Extraliga auf, während BK Mladá Boleslav in die 1. Liga abstieg.